# Jean IV de Brandebourg-Kulmbach
Jean IV, dit « l'Alchimiste » (en allemand : der Alchimist), né en 1406 et mort le 16 novembre 1464 à Baiersdorf, est un prince de la maison de Hohenzollern, fils de l'électeur Frédéric Ier de Brandebourg et d'Élisabeth de Bavière-Landshut. Il fut margrave de Brandebourg-Kulmbach de 1440 jusqu'à son abdication en 1457.

## Biographie
Jean est le fils aîné de Frédéric VI de Hohenzollern (1371-1440), burgrave de Nuremberg et prince d'Ansbach, et de son épouse Élisabeth (1383-1442), fille du duc Frédéric de Bavière-Landshut. Son père est un partisan fidèle de Sigismond de Luxembourg, roi des Romains ; au concile de Constance, en 1415, il fut inféodé avec la marche de Brandebourg liée au titre de prince-électeur et archichambellan du Saint-Empire. 
Par son mariage avec Barbara (1405-1465), fille du duc Rodolphe III de Saxe-Wittemberg, Jean aurait pu être l'héritier de l'électorat de Saxe. Ce fut également le plan du roi Sigismond ; néanmoins, à la mort de Rodolphe III en 1419, la Saxe-Wittemberg a été cédée à son frère cadet Albert III et Jean a reçu plus tard une indemnité.
À l'âge de 20 ans, il commença à participer au pouvoir et son père le déclare gouverneur de la marche. Mais il doit bientôt admettre qu'il ne s'intéressait pas aux affaires publiques. En conséquence, la succession héréditaire a été revue : en 1440, le fils cadet Frédéric II aux Dents de Fer devient électeur de Brandebourg, lorsque Jean reçoit la principauté de Kulmbach, une partie des territoires héréditaires des Hohenzollern en Franconie.
Le margrave réside au château de Plassenburg au-dessus de Kulmbach. Dans le conflit qui oppose les margraves de Brandebourg et la maison de Mecklembourg en vue de la succession dans la seigneurie de Werle, Jean intervint et il a réussi à sauvegarder la propriété de l'Uckermark par la conclusion de la paix de Wittstock en 1442. Il abdique en faveur de son frère cadet Albert Achille en 1457 pour se consacrer à sa passion, l'alchimie.

## Mariage et descendance
En 1416, Jean épouse Barbara (1405-1465), fille de l'électeur Rodolphe III de Saxe, issue de la maison d'Ascanie. Quatre enfants sont nés de cette union :
- Barbara (1422-1478), épouse en 1433 le marquis Louis III de Mantoue ;
- Rodolphe (1424-1424) ;
- Élisabeth (1425-1465), épouse en 1437 le duc Joachim le Jeune de Poméranie, puis en 1454 le duc Warcisław X de Poméranie ;
- Dorothée (1430-1495), épouse en 1445 le roi Christophe III de Danemark, puis en 1449 le roi Christian Ier de Danemark.